# Église Saint-Germain de Manéglise
L'église Saint-Germain est une église située à Manéglise, en France.

## Localisation
L'église est située sur la commune de Manéglise, dans le département de la Seine-Maritime.

## Historique
L'église Saint-Germain-l'Auxerrois, classée monument historique depuis 1886, a bénéficié d'une restauration complète de la part de la municipalité. Au cours de cette restauration, une fresque millénaire fut découverte au niveau du plafond du chœur. Après une première restauration, une seconde étape va bientôt démarrer.
Nous pouvons revenir sur l'histoire de cette bâtisse somme toute spectaculaire. Pendant la première moitié du XIe siècle, les Giffard (puissante famille ducale descendant de Rollon) occupent un fief d'une quinzaine de kilomètres de diamètre autour de la cité de Montivilliers, comprenant une trentaine de paroisses dont celle de Manéglise. Après l'installation des Giffard à Longueville en 1055, leur prieuré de Sainte-Foy étend sa juridiction sur vingt-sept paroisses, parmi lesquelles on retrouve celle de Manéglise. À partir de cette époque est décidée la construction du chœur et du clocher de l'église actuelle ayant de fortes proportions par rapport au reste du bâtiment qui n'est plus visible aujourd'hui mis à part deux piliers de la nef. Cette église prend la place d'une chapelle déjà existante ainsi qu'un ancien temple dont aucune trace n'est visible à l'heure actuelle. Au XIIe siècle a lieu la reconstruction d'une nef plus longue et plus haute avec son décor très particulier de chapiteaux caractéristiques de la sculpture romane normande. Au XVIe siècle a lieu l'adjonction d'une grande chapelle de style gothique construite sous l'ordre de Jehan Leroux dit Blampain abbé et descendant des seigneurs du Mouchy, fief situé sur la paroisse de Manéglise. Cette construction porte la date de 1553 et sera le sanctuaire des descendants de ce clerc dont la riche famille d'avocat ou percepteur du grenier à sel d'Harfleur, les Sénécal, et ceci jusqu'au début du XIXe siècle. On peut préciser en rajoutant que la famille habitant le fief-ferme d'Herbouville est enterrée dans le chœur de l'église. L'église résista vaillamment aux affronts du temps, même si son entretien laissa quelque peu à désirer, notamment durant la période révolutionnaire où le prêtre était en exil pour cause de messes clandestines et refus de prêter serment, de plus, l'édifice restera fermé à la population durant de longues années qui provoqueront son délabrement. Sa restauration contemporaine commença en 1988 pour en faire un joyau de l'art roman reconnu par de nombreux historiens.
Les vitraux sont remplacés en 1969 par des réalisations du maître-verrier Bernard Legrand.
Le monument est classé monument historique par arrêté du 12 juillet 1886.